# Капела Бранкачи
Капела породице Бранкачи се налази у цркви Санта Марија дел Кармине, у Фиренци. Позната је по фрескама које су радили познати уметници ране италијанске ренесансе - Мазолини и Мазачо.
Сцене које су представљене у овој капели су сцене из живота Светог Петра. Најпознатије сцене су:
1. Прогнанство из раја (Мазачо)
2. Порески новчић (Мазачо)
3. Сцети Петар исцељује болесне својом сенком